# Капитан (фильм, 1973)
«Капитан» — короткометражный художественный телевизионный фильм режиссёра Аян Шахмалиевой. Снят на киностудии Ленфильм в 1973 году по мотивам «Денискиных рассказов» Виктора Драгунского. В фильме использованы детские рисунки Пети Мосеева, исполнителя роли Дениски.

## Сюжет
Все последние дни, оставшиеся до воскресенья, Денис Кораблёв провёл в ожидании приезда дяди Харитона — настоящего капитана дальнего плавания. Воображение рисовало мальчику могучего бородатого богатыря с трубкой и морской фуражкой. Приехавший дядя оказался невысоким пожилым человеком, одетым в смешную пижаму. Денис готов был расплакаться, глядя на этого человека. Ему было неловко даже пройти с ним мимо окон соседских ребят. Дядя понял состояние мальчика и взял Дениса с собой на тральщик, командиром которого был в годы войны. Увидев дядю в парадной морской форме, принимающим приветствие военных моряков, Дениска наконец понял, что его дядя — самый настоящий боевой капитан.

## В ролях
- Петя Мосеев — Денис Кораблёв
- Алексей Сироткин — Мишка
- Маргарита Сергеечева — Алёнка
- Ролан Быков — дядя Харитон, капитан дальнего плавания
- Валентина Теличкина — мама Дениса
- Николай Карамышев — сердитый пассажир
- Людмила Ксенофонтова — пассажирка с плачущей девочкой
- Кира Крейлис-Петрова — пассажирка
- Сергей Полежаев — бородатый капитан

## Съёмочная группа
- Автор сценария: Мария Зверева
- Режиссёр-постановщик: Аян Шахмалиева
- Оператор-постановщик: Борис Тимковский
- Композитор: Исаак Шварц
- Текст песни: Булат Окуджава
- Художник-постановщик: Марксэн Гаухман-Свердлов
- Режиссёр: Н. Русанова
- Оператор: С. Иванов
- Звукооператор: Т. Силаев
- Художник-гримёр: Д. Смирнов
- Монтажёр: Г. Субаева
- Редактор: Ю. Холин
- Комбинированные съёмки:
  - Оператор: Г. Кокорев
  - Художник: В. Оковитый
- Ассистент режиссёра: А. Бурмистрова
- Ассистент оператора: А. Колодзинский
- Директор: В. Беспрозванный